# Sergijewskoje
Sergijewskoje (russisch Сергиевское) ist ein Dorf (selo) in Südrussland. Es gehört zur Republik Adygeja und hat 1360 Einwohner (Stand 2019). Im Ort gibt es 28 Straßen.

## Geographie
Das Dorf im Südosten des Giaginski Rajon, 28 km südöstlich des Dorfes Giaginskaja und 29 km nordöstlich der Stadt Maikop. Dondukowskaja, Kurski, Schschkinski, Michelsonowski, Dneprowski sind die nächsten Siedlungen.